# جک چالینور
جک چالینور (انگلیسی: Jack Challinor؛ 5 August 1916 – 1981 (aged 65)) بازیکن فوتبال اهل بریتانیا بود.
از باشگاه‌هایی که در آن بازی کرده‌است می‌توان به باشگاه فوتبال استوک سیتی، باشگاه فوتبال لینفیلد، و باشگاه فوتبال ویتون آلبیون اشاره کرد.